# Bal w operze (powieść)
Bal w operze (niem. Opernball) – powieść Josefa Haslingera, która ukazała się w 1995 roku. Należy do gatunku thrillerów politycznych. Opowiada o ataku na bal w Operze Wiedeńskiej, który został przeprowadzony przez grupę neonazistowską. W trakcie zamachu tysiące ludzi straciło życie.
O samej katastrofie, o tym, co działo się przed nią i zaraz po niej, autor opowiada kolejno z perspektywy trzech osób: Kurta Frasera, reportera prywatnej spółki telewizyjnej, która prowadzi relację na żywo z balu w Operze Wiedeńskiej; Fritza Amona, policjanta, który poza murami opery walczy z demonstrantami; „Inżyniera” – członka „Ruchu Wiernych Narodowi”, organizacji neonazistowskiej; Do głosu dochodzą także takie osoby jak: Claudia Röhler – gospodyni domowa i Richard Schmidleitner – przemysłowiec. Kurt Fraser występuje jako rzeczywisty autor książki, natomiast opowiadania pozostałych osób, nagrane przez Frasera na taśmach, są wyznaczone poprzez nagłówki. Powieść rozpoczyna się głównym wydarzeniem i dopiero po tym opisuje, jak do niego doszło, mimo to nie należy go traktować jako typowej ramy opowieści.

## Treść
„Ruch Wiernych Narodowi” to grupa składająca się z dziewięciu mężczyzn, pochodzących z różnych warstw społecznych. Spotykają się każdego tygodnia w starej posiadłości w Waldviertel, gdzie trenują strzelanie oraz organizują orgie alkoholowe i seksualne. Czasami odczytują także fragmenty Biblii i „Mein Kampf” Hitlera. Głównym celem grupy jest wypędzenie wszystkich cudzoziemców z Austrii. Lider o pseudonimie „Malutki” nie chce być określany jako nazista i zabrania swoim ludziom nazywać go hersztem grupy. Ponieważ jego miejsce pracy na budowie jest zagrożone przez obcokrajowców, narasta w nim coraz bardziej poczucie nienawiści. Poza tym obwinia ich za złą sytuację gospodarczą i wszystkie nieszczęścia, które dotykają Austrię. Ruch wymyśla nowy „sport”, który nazywa „czyszczeniem pasa”. Polega on na tym, że grupa wlecze się wzdłuż tzw. Wiedeńskiego pasa (jest to miejska główna droga dojazdowa) i rozpoczyna bijatykę z pierwszym cudzoziemcem, którego spotkają na swojej drodze. Kiedy „Malutki” zostaje dźgnięty przez dwóch Serbów przed swoim domem, ruch planuje wielką zemstę – podpalają dom „Malutkiego”, w którym mieszkają głównie nielegalni cudzoziemcy, przez co śmierć ponoszą dwadzieścia cztery osoby. Jedyny ocalony zostaje deportowany. Policja trafia jednak na trop sprawców pożaru i aresztuje dwóch głównych odpowiedzialnych za tę zbrodnię, „Ruch Wiernych Narodowi” zostaje zabroniony. „Malutki” ucieka do Stanów Zjednoczonych i przechodzi operację plastyczną. Kiedy powraca, przedstawia się jako Mormon. Grupa formuje się ponownie i nazywa siebie „Stanowczymi”. Ich nowy cel nazywa się Armagedon. Aby go osiągnąć, „Malutki” wchodzi w bliżej nieokreślony sojusz z najwyższym funkcjonariuszem policji. Zadaniem Armagedonu jest przeprowadzenie trującego gazowego ataku na gości wiedeńskiego balu w operze. „Stanowczy” chcą poprzez radykalny atak terrorystyczny i wzbudzenie strachu uzyskać zwycięstwo sił prawicowych w rządzie i w opinii społeczności. Feilböck, członek „Stanowczych”, sprzeciwia się coraz bardziej planom grupy, do czasu, kiedy zdecydowano się go za to ukarać odcięciem palca, którym składał przysięgę „Ruchowi”. Dzięki temu jego grzechy zostały wybaczone, natomiast grupa jest skłonna przywrócić mu członkostwo. Odcięty palec zostaje później znaleziony przez Fritza Amona. Feilböck udaje się na policję, aby opowiedzieć o planach „Stanowczych”, jednak nikt mu tam nie wierzy. Kiedy „Malutki” dowiaduje się o zdradzie, strzela do Feilböcka i pali jego zwłoki wcześniej je ćwiartując. Tegoroczny bal w operze po raz pierwszy nie będzie transmitowany przez austriacką telewizję (ORF), lecz przez prywatną (ETV). Za transmisję na żywo odpowiedzialny jest Kurt Fraser. Również jego syn Fred jest w zespole. Fred wrócił właśnie z kuracji odwykowej, gdyż był uzależniony od heroiny. Jako kamerzysta miał wyznaczone szczególnie dobre miejsce w honorowej loży. Przed operą rozgrywają się zamieszki lewicowych demonstrantów, co z czasem prowadzi także do brutalnych konfrontacji z policją. O 0:45 rano „Malutki” i jego ludzie wprowadzają cyjanowodór do szybu wentylacyjnego w operze. „Malutki” planował wprawdzie atak z użyciem mieszaniny tlenku węgla, jednak został on zdradzony przez swoją „wtykę” w policji i również zginął podczas ataku wraz ze swoją grupą. Zamach pochłonął życie około 3000 osób i doprowadził do kryzysu rządu. Wśród ofiar jest także syn Kurta Frasera, Fred. Fraser otrzymuje zlecenie, aby zrealizować dokument o ataku w operze. Ten jednak nie jest w stanie podołać temu zadaniu ze względu na śmierć syna. Prowadzi jednak prywatne badania w celu napisania książki i natrafia na jedynego ocalałego grupy „Stanowczych” – „Inżyniera”.

## Ekranizacja
Powieść została sfilmowana w 1998 roku pod tytułem Opernball – Ofiary / Przestępcy w niemiecko-austriackiej koprodukcji. Reżyserem jest Szwajcar Urs Egger, w rolę Kurta Frasera wcielił się Heiner Lauterbach, a Franka Potente zagrała postać dziennikarki. Film zrealizował Bernd Eichinger.

## Wywiady
- Josef Haslinger/ Andrzej Kopacki: Liczy się to, co zostanie ludziom w głowach. Literatura na świecie 03-04 2004[5].

- Josef Haslinger/ Raoul Löbbert: War dieser Terror vorstellbar?[6]

## Tekst
- Josef Haslinger: Der Opernball. Roman. Fischer Verlag, Frankfurt/M. 1995.

- Josef Haslinger: Bal w operze. Tł. z niem. Michał Misiorny, Warszawskie Wydawnictwo Literackie Muza. VIP Vademecum Interesującej Prozy, Warszawa 1996.